# Danis subsuleima
Danis subsuleima är en fjärilsart som beskrevs av Embrik Strand 1929. Danis subsuleima ingår i släktet Danis och familjen juvelvingar. Inga underarter finns listade i Catalogue of Life.